# Comuna Osîtneajka, Novomîrhorod
Osîtneajka (în ucraineană Оситняжка) este o comună în raionul Novomîrhorod, regiunea Kirovohrad, Ucraina, formată din satele Berehove, Osîtneajka (reședința) și Pîsarivka.

## Demografie
Componența lingvistică a comunei Osîtneajka
     Ucraineană (99,05%)
     Alte limbi (0,95%)
Conform recensământului din 2001, majoritatea populației comunei Osîtneajka era vorbitoare de ucraineană (99,05%), existând în minoritate și vorbitori de alte limbi.